# Les parnassiens
Les Parnassiens (franska, "de parnassiska") var ett gemensamt namn på den franska skaldegrupp, till vilken Théodore de Banville, Leconte de Lisle, Eugène Manuel, François Coppée, Stéphane Mallarmé, Sully Prudhomme med flera hörde.